# Кјелце
Кјелце (пољ. Kielce) је град у Пољској у Војводству Светокришком. Према попису становништва из 2011. у граду је живело 202.196 становника.

## Становништво
Према прелиминарним подацима са пописа, у граду је 2011. живело 202.196 становника.
| 1946.  | 1960.  | 2002.   | 2011.   | 2012.   |
| ------ | ------ | ------- | ------- | ------- |
| 49.960 | 89.500 | 212.429 | 202.196 | 200.938 |

## Партнерски градови
- Рамла
- Гота
- Будимпешта
- Њитра
- Камјанске
- Оранж
- Хернинг
- Горица
- Сандвикен
- Јевле
- Виница
- Флинт